# Wuestenstrom

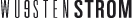
Logo von Wuestenstrom

Wuestenstrom (eigene Schreibung wuestenstrom, auch Wüstenstrom) ist eine evangelikale christliche Organisation mit Sitz in Tamm, Baden-Württemberg. Sie bietet Beratungen, Seminare und Selbsthilfegruppen für Menschen an, die Beziehungen, „ihre Identität als Frau oder als Mann“ oder ihre Sexualität konflikthaft erleben.
Wuestenstrom ist bekannt geworden für ihre kontrovers beurteilte Arbeit, die auf der These beruht, Homosexualität sei kein integraler Bestandteil der Persönlichkeit, sondern Symptom eines tieferliegenden, therapierbaren und heilbaren Konflikts und daher veränderbar. Wuestenstrom wird deshalb der Ex-Gay-Bewegung zugeordnet. Aufgrund ihrer weltanschaulichen Überzeugung ordnet sie gleichgeschlechtlichen Geschlechtsverkehr als Sünde ein.
Das Beratungsangebot von Wuestenstrom ist keine Therapie im Sinne einer medizinischen Leistung oder des Psychotherapeutengesetzes. Hierfür wäre eine Approbation notwendig.

## Geschichte
1990 erhielt Günter Baum den Auftrag, in Deutschland als Angestellter des christlich diakonischen Vereins Elops aus den USA die Living–Waters–Seelsorgeinitiative "Wuestenstrom" (genannt nach Andrew Comiskeys Desert Stream Ministries) als Arbeitszweig von Elops aufzubauen, wofür er von Comiskey offiziell eingesetzt wurde. In den nächsten Jahren entstanden in Deutschland durch Baums Arbeit einige Living–Waters–Gruppen. Günter Baum hatte zuvor bei Elops in den USA von Comiskey das Living–Waters–Seelsorgekonzept und dessen seelsorgerliche Arbeit im Aids-Bereich kennengelernt. Heute ist Baum ein Ex-Ex-Gay.
Unabhängig davon arbeitete Diplom-Sozialarbeiter Markus Hoffmann nach einem vorläufigen Selbsthilfekonzept mit einer Gruppe von homosexuellen Männern an einer Veränderung ihrer sexuellen Orientierung.
1994 trafen Baum und Hoffmann auf einem internationalen Symposium zusammen, daraus entwickelten sich Pläne für eine gemeinsame Arbeit. Baum, als Pflegepädagoge, lag besonders die Betreuung von aidskranken Homosexuellen am Herzen. Bei Hoffmann, einem Sozialarbeiter und Diakon, stand die Entwicklung eines Beratungsansatzes für Menschen mit gleichgeschlechtlichen Neigungen im Vordergrund.
Nach einem homosexuellen „Rückfall“ konnte Baum die Arbeit nicht weiterführen, da Desert Stream Ministries von ihren nationalen Leitern jahrelange homosexuelle Abstinenz verlangt. Im Einvernehmen entschieden sich Elops, Baum und Hoffmann, die Arbeit an Hoffmann zu übergeben. Baum unterzog sich in Berlin einer Therapie, um seinen weiteren Lebensweg zu klären, und entschied sich in der Folge, seine Homosexualität als Christ zu leben. Er gründete den Verein Zwischenraum, der homosexuellen Christen Unterstützung bei der Selbstannahme einschließlich ihrer sexuellen Orientierung gibt. Dem Living–Waters–Konzept steht er heute sehr kritisch gegenüber. In einer gemeinsamen Erklärung wandten sich Baum und Hoffmann gegen ein „Instrumentalisieren durch jene Medien, die um einer Effekthascherei willen uns und den uns anvertrauten Menschen nur Schaden zufügen.“.
Hoffmann widmet sich seit dem Jahr 1997 in Vollzeit der Arbeit mit Wuestenstrom. Im Jahr 2000 wurde Wuestenstrom ein eingetragener Verein.
Im Jahr 2004 wurde Wuestenstrom Schweiz gegründet, geleitet von Rolf und Ria Rietmann.
Wie auch bei Desert Stream in den USA kam neben der Arbeit mit Homosexuellen die Arbeit mit Menschen dazu, die sexuellen oder psychischen Missbrauch durch Geistliche erlebt haben, mit Pornografie- und Sexsüchtigen sowie mit Menschen, die allgemein Probleme mit dem Selbstwertgefühl haben.

## Arbeitsbereiche
Die Arbeit von Wuestenstrom gliedert sich in drei Bereiche.

### Selbsthilfe Aufbruch Leben
Aufbruch Leben ist ein Selbsthilfe-Seelsorgeprogramm für die Gemeindearbeit, das von unterschiedlichen evangelikalen Gemeinden durchgeführt wird. Es handelt sich um ein von Markus Hoffmann umgearbeitetes Nachfolgeprogramm von Living Waters, das im Gegensatz zu Living Waters nicht mehr speziell für Homosexuelle konzipiert ist.
Das Programm richtet sich laut Wuestenstrom an Menschen, die Probleme mit ihrer Sexualität oder ihrem „Frau-/Mann-Sein“ haben, die sexuelle Traumata verarbeiten müssen, oder die ihre Beziehungen klären und ihre Beziehungsfähigkeit verbessern wollen. Wuestenstrom Schweiz bietet ein spezielles zwanzigwöchiges Programm für Sexsüchtige im Rahmen einer geschlossenen Kleingruppe an.
Aufbruch Leben besteht aus drei Kursmodulen von je etwa zehn Wochen, geleitet von ehrenamtlichen Mitarbeitern, die Wuestenstrom ausgebildet hat. Laut Wuestenstrom gibt es heute rund 450 ehrenamtliche Mitarbeiter mit dieser Ausbildung. In den drei Kursmodulen geht es um  Gottesbeziehung, persönliche Reife,  Lebenskonflikte, Vergebung, und Beziehungsfähigkeit.

### Beratende und begleitende Arbeit
Wuestenstrom bezeichnet diesen Arbeitsbereich als Lebensberatung und bietet dabei Einzelseminare, Gruppenarbeit und Intensivseminare für spezifische Probleme an. Die Beratung richtet sich laut Wuestenstrom an Menschen, die ihre Sexualität als konflikthaft empfinden oder die in ihrer Identität verunsichert sind.

#### Beratung zur Homosexualität
Im besonderen Interesse der Öffentlichkeit ist Wuestenstroms Beratung zur Homosexualität. Man berate „ergebnisoffen“ bei verschiedensten Konflikten, heißt es, spricht aber auch von Veränderung und der „Möglichkeit, dass Homosexualität dann veränderbar ist, wenn bestimmte damit verbundene traumatische (...) Inhalte gelöst werden können“.
Wuestenstrom räumt zwar ein, dass Homosexualität nach medizinisch-psychiatrischen Kriterien keine Krankheit ist, betrachtet sie aber dennoch als Symptom einer Störung. Bei der Begleitung von Menschen, die unter ihrer homosexuellen Empfindungen leiden, hätten sie nach eigenen Angaben daher nicht das Ziel, „letztlich doch wieder Homosexualität als Krankheit darzustellen oder als solche zu behandeln.“ Wuestenstrom gibt an, „ergebnisoffen“ zu beraten, und habe sich ausdrücklich verpflichtet „die Entscheidung eines Menschen, in welcher Form er seine sexuelle Orientierung auslebt, zu respektieren.“ Dennoch wolle man nach Veränderungsmöglichkeiten für diejenigen fragen, die sich nicht für eine „homosexuelle Identität“ entscheiden wollten, sondern eine Veränderung wünschten.
Wuestenstrom lehnt es nach eigenen Angaben ab, mit Leuten zu arbeiten, die nur auf äußeren Druck hin eine Veränderung anstreben. Manipulative Umpolung wird ausdrücklich als schädlich und gefährlich bezeichnet. Ebenso distanzieren sie sich von Heilungskonzepten der charismatischen Szene.
Neben der durch Wuestenstrom selbst durchgeführten Beratung hat Wuestenstrom nach eigenen Angaben in den letzten fünf Jahren über 60 Seelsorger und Berater ausgebildet.

#### Finanzierung
Die Seminare und Beratungen werden durch Teilnehmerbeiträge finanziert. Diese können beispielsweise etwa 90 Schweizer Franken für ein Tagesseminar betragen, 180 Euro für einen dreitägigen Intensivseminar, oder 50 Euro pro Stunde für eine Individualberatung. Für langjähriger Betreuung können nach einzelnen Berichten auch größerer (beispielsweise vierstellige) Summen so zustande kommen. Ein anonymer Betroffener berichtet von angeblichen Zahlungen in Höhe von 4.000 € an Wuestenstrom.

#### Ethikkodex und Unterschiede in der Praxis
Der Ethikkodex des Vereins wurde von drei österreichischen Universitätsprofessoren, die einen Kongress zum Thema "Therapeutisches Arbeiten bei ichdystoner Sexualorientierung" ausrichten wollten, geprüft, und „für eine vertretbare Position einer religiösen Organisation“ befunden, „auch wenn sich die therapeutische Arbeit auf unseren beiden Kliniken von dieser Praxis deutlich unterscheidet.“

### Öffentlichkeitsarbeit
Wuestenstrom befasst sich bei der Öffentlichkeitsarbeit mit Themen wie Partnerschaft und Sexualität, Homosexualität, Transgeschlechtlichkeit, Pädophilie, sexueller Sucht, Jugendsexualität, und sexuellem Missbrauch.
Mit Verweis auf ihre Interpretation der Bibel sieht sich Wuestenstrom dem Lebensentwurf der Ehe von Frau und Mann verpflichtet, will nach eigenen Angaben aber auch anderen Lebensentwürfen mit Respekt begegnen. Unklar ist vor diesem Hintergrund, wie die Organisation ihre Zusammenarbeit mit Organisationen in den USA erklärt, die bis zur Entscheidung des Obersten Gerichtshofs der Vereinigten Staaten im Fall Lawrence v. Texas für die Beibehaltung der Kriminalisierung von homosexuellen Handlungen plädierten.
So hat Wuestenstrom kurz vor der Abstimmung zum Lebenspartnerschaftsgesetz die vierte Auflage des Thesenpapiers „Homo-Ehe?! Nein zum Ja-Wort“ herausgebracht, im September 2000 wurde es verteilt. Auch kurz vor dem Schweizer Referendum zum Partnerschaftsgesetz wurde im April 2005 eine Auflage versendet. Wüstenstrom sprach darin von einem „Diktat der Schwulenbewegung“ und schreibt unter anderem: „Das Gesetz bedeutet eine wesentliche Gefährdung der Entwicklung unserer Kinder“. Da Homosexualität (erst) mit dem Gesetz den Rang eines Lebensmodells erwürbe, würden Jugendliche durch diese „zusätzliche Option“ bei der Suche nach ihrer geschlechtlichen Identität verwirrt werden. Jugendliche mit homoerotischen Gefühlen könnten sich auf diesen Lebensstil „fixieren“ und in der Entfaltung ihrer Sexualität stecken bleiben. Diese Verwirrung sei schon vor der Einführung „durch die Propagierung des homosexuellen Lebensstils“ feststellbar gewesen. In der deutschen Version wird dann gefragt, ob dadurch nicht auch die im Grundgesetz garantierte Unversehrtheit des Körpers bedroht wird. Die American Psychological Association hält eine solche Behauptung durch Forschungsergebnisse für widerlegt. So seien selbst Kinder, die bei schwulen oder lesbischen Eltern aufwachsen, genauso gesund wie Kinder in traditionellen Familien. Zudem habe der Umstand, lesbische oder schwule Eltern zu haben, weder Einfluss auf den schulischen Erfolg noch auf die sexuelle Orientierung von Kindern. In der schweizerischen Version stellen sie fest, dass sie sogar unter erwachsenen, klar heterosexuellen Männern eine zunehmende Verunsicherung in Bezug auf die eigenen Gefühle feststellen würden „- meist von Männern mit einer etwas feminineren Ausstrahlung.“ In der deutschen Version wird die Möglichkeit einer testamentarischen Verfügung für einen gleichgeschlechtlichen Partner als „rechtliche Vergünstigung“ bezeichnet, ebenso dass ein Vermieter einen „gleichgeschlechtlichen Lebenspartner als Mitmieter akzeptieren muss“ (das wurde 1984 vor dem Bundesgerichtshof erstritten). In der Schweizer Version ist die Formulierung ein wenig moderater, beim Erbrecht wird die vergessene Ausnahme der Pflichtteile hinzugefügt und statt des Mietrechts wird das in einigen Kantonen schon vorhandene Zeugnisverweigerungsrecht angeführt.
Der Verein geht mit juristischen Mitteln gegen kritische Journalisten, die von „Umpolung“ im Zusammenhang mit Wuestenstrom berichten, sowie auch gegen mindestens einen ehemaligen Klienten vor. 2008 urteilte das Landgericht Frankfurt am Main, dass das Bezeichnen von christlich geprägten „Therapien“ als „Umpolen“ von der Meinungsfreiheit gedeckt ist, und hob die gegen einen Journalisten ergangene einstweilige Verfügung auf.

## Kritik
Der Ansatz von Wuestenstrom steht im Widerspruch zur wissenschaftlichen Mehrheitsposition, dass eine homosexuelle Orientierung nicht geändert, also nicht in eine heterosexuelle Orientierung „umgewandelt“ werden könne. Der Psychologe und Buchautor Kurt Wiesendanger etwa bezeichnete „Umpolungstherapien“ wie diejenigen Wuestenstroms als Resultat einer „menschenverachtenden Geisteshaltung,“ sie schlügen gewaltsam in die Wunde, die Jahre der Ausgrenzung und Diskriminierung gerissen haben. Udo Rauchfleisch, Professor für Klinische Psychologie an der Universität Basel, rief in einer Stellungnahme zu einer Wüstenstrom-Kampagne die medizinischen und psychologischen Fachverbände dazu auf, „eindeutig Stellung nehmen gegen derartige unprofessionelle und ethisch nicht vertretbare Aktivitäten.“ Angesichts häufiger Folgen wie Depressionen und Verzweiflung bis hin zum Suizid benannte er reparative Therapien als eindeutigen „Missbrauch und […] Schädigung durch sogenannte therapeutische oder seelsorgerliche Interventionen.“
Günter Baum, der Gründer der ersten Wuestenstrom-Organisation, lebt heute wieder offen homosexuell. So erklärte er der Basler Zeitung im Jahr 2000: „Je länger je mehr wurde mir bewusst, dass ich vor der Wahl stand: Entweder ich bin fromm, 'asexuell' und psychoneurotisch oder ich lebe als Christ mein Schwulsein und bin psychisch gesund.“ Er kritisiert, dass die meisten Ex-Gays nicht akzeptieren, dass es „Kernhomosexuelle“ gebe, bezweifelt aber nicht, dass es Homosexuelle gebe, die ihr sexuelles Verhalten dauerhaft ändern könnten. Günter Baum macht einen deutlichen Unterschied zwischen der heutigen Arbeit von Wuestenstrom, die er einige Jahre nach diesen Äußerungen nicht weiter kommentierte, ohne jedoch von seiner früheren Kritik etwas zurückzunehmen, und dem seinerzeit von ihm angewandten Ansatz von „Living Waters“, den er weiterhin scharf ablehnt.
Anlässlich der Einladung Markus Hoffmanns zu einem Kongress der Grazer Universitätsklinik für Psychiatrie im Oktober 2007 kam es zu Protesten seitens Homosexuellenverbänden, Psychiatern und psychologischen Psychotherapeuten. Die Österreichische Gesellschaft für Psychiatrie und Psychotherapie kündigte an, sie werde sich von der Patronanz zurückziehen, falls der als Referent eingeplante Hoffmann vom Kongress nicht ausgeladen würde. Diesen Schritt vollzog die Homosexuelle Initiative Wien (HOSI) aus Protest. In einer Stellungnahme erklärten die Veranstalter, dass sie sich von jeglicher Form der Zwangstherapie distanzierten, Hoffmanns Workshop gleichwohl im Programm beibehalten würden, da er nicht Homosexualität, sondern ichdystone Sexualorientierungen zum Gegenstand habe.
Die Ökumenische Arbeitsgruppe Homosexuelle und Kirche kommentierte: „Es liegt sicher in der Verantwortung eines/einer jeden Einzelnen, von Angeboten „Veränderung im Bereich Homosexualität“ Gebrauch zu machen oder auch nicht; wir können aber nach dem, was wir über Wüstenstrom wissen, von einer Beratung durch diese Organisation nur abraten.“
Unter Psychologen wird die Ansicht vertreten, dass der Wunsch von Homosexuellen, ihre Orientierung zu ändern, nicht immer freiwillig sei, sondern auf sozialem Druck ihres Umfelds beruhe (s. auch: Heteronormativität). Psychiatrische und psychologische Verbände weisen deutlich auf die Gefahr einer schädigenden Wirkung für die Klienten durch Maßnahmen hin, mit denen Homosexuelle zu Heterosexuellen gemacht werden sollen. Im DSM-IV der American Psychiatric Association (APA), der weltweit einflussreichsten Vereinigung in ihrem Fachgebiet, das auch in die Internationale Klassifikation von Krankheiten (ICD-10) der Weltgesundheitsorganisation (WHO) Eingang gefunden hat, wird nicht Homosexualität als Störung aufgeführt, sondern die Ichdystone Sexualorientierung: die Ablehnung und Abwehr der eigenen sexuellen Orientierung. Diese Ablehnung beruht Psychologen und Psychotherapeuten zufolge auf einer sogenannten verinnerlichten Homophobie. So schreibt z. B. der Psychologe und Psychotherapeut Kurt Wiesendanger, dass „Umpolungstherapien“ Homosexueller einer menschenverachtenden Geisteshaltung entspringen würden und dass "krankhaft und daher therapiebedürftig [...] nicht die Homosexualität, sondern deren Abwehrform, die Homophobie" sei. Bezogen auf die sogenannte Therapie sagt er: "So leiden Lesben und Schwule, die sich „umpolen“ lassen wollen, an internalisierter Homophobie. Diese ist behandlungsbedürftig, jedoch keineswegs die sexuelle Orientierung selbst."
Armin Traute, Hauptgeschäftsführer des Berufsverbandes Deutscher Psychologinnen und Psychologen, machte auf eine Anfrage zu Wuestenstroms „christlicher Sexualberatung“ hin deutlich, dass Therapien, die eine „Verlernung“ von Homosexualität zum Ziel hätten, gegen die ethischen Richtlinien des Verbandes verstießen und einer Verletzung des „Schutzes der Rechte der beruflich anvertrauten Personen“ gleichkämen. Nach Ansicht des Verbandes ginge von „nicht professionell ausgebildeten Beratern“ generell ein Gefährdungspotenzial aus, wenn diese psychologische Beratungen anböten oder psychotherapeutisch agierten.

### Presseberichterstattung
Der SWR zeigte Fernsehbeiträge, in denen ein anonymer 25-jähriger Mann davon berichtete, dass er für Kurse und Beratungsgespräche über Wuestenstrom 4000 € bezahlt habe. Er sowie ein weiterer anonymer Interviewpartner berichteten auch, dass schwere Depressionen und Suizidversuche Folge der Beratung gewesen seien. Wuestenstrom behauptet in einer Gegendarstellung, dass der Bericht von Martin Klein unwahre Tatsachenbehauptungen sowie beleglose Mutmaßungen enthielte, darunter auch die Behauptung eines im Vorfeld geschehenen Einschüchterungsversuchs. Für Wuestenstrom sind Kurskosten von 4.000 € nicht nachvollziehbar. Für die Kosten von Einzelberatungen würden 50 € pro Stunde und für dreitägige Intensivseminare 180 € „erbeten“. Suizidversuche infolge der Beratung durch Wuestenstrom weist dieser als unwahr zurück und veröffentlicht im eigenen Netzauftritt Protestschreiben Dritter an den SWR bezüglich der Sendung, in denen von gegenteiligen Erfahrungen mit Wuestenstrom berichtet wird.
Wuestenstrom erwirkte anfangs beim Landgericht eine einstweilige Verfügung gegen den Gebrauch des Ausdrucks „Umpolen“ durch den Journalisten Eckhard Stengel, da Wuestenstrom das angesichts ihres offenen Beratungsansatzes als üble Nachrede ansieht. Nach Ansicht des beklagten Journalisten habe Wuestenstrom durch diese Maßnahme versucht, eine öffentliche Debatte über seine „Umpolungsarbeit“ zu vermeiden. Das Landgericht hob diese einstweilige Verfügung anschließend selbst wieder auf, da der Ausdruck „Umpolen“ nicht eindeutig definiert sei, zum Bereich der Meinungsäußerung gehöre, und vom Durchschnittsleser neutral als Synonym für Veränderung verstanden werde. Auf den Einwand der Anwältin des Vereins, Wuestenstroms Beratungsangebot sei „ergebnisoffen“, fragte die beisitzende Richterin Regina Zöller-Mirbach, wie das denn miteinander einhergehen könne – „einerseits überall schriftlich die Veränderung Homosexueller zu propagieren, sie andererseits aber in ihrer Neigung bestärken zu wollen“.
Die TAZ berichtet, dass Wuestenstrom ehemalige Klienten und Kritiker bedroht habe, damit die Methodik der Organisation nicht öffentlich gemacht werde. So berichtet sie von Einschüchterungsversuchen seitens Wuestenstrom gegen Aussteiger und Journalisten. Wuestenstrom steht unter besonderer Kritik, weil gezielt vermeintlich „Schwache“ angegangen würden.
Karin Kontny schrieb am 18. Januar 2007 unter dem Titel Heilung in Gottes Namen einen Artikel in der Zeit, gegen den Wuestenstrom wegen falscher Tatsachenbehauptungen beim deutschen Presserat Beschwerde einreichte, der den größten Teil der Anschuldigungen verwarf, aber, so die Zeit selbst: „wegen kleinerer Mängel“, entschied: „Der Beschwerdeausschuss hält den Verstoß gegen die Ziffern 2 [journalistische Sorgfalt] und 9 [Schutz der Ehre] des Pressekodex für so schwerwiegend, dass er gemäß § 12 Beschwerdeordnung die Maßnahme der Missbilligung wählt“. Die Missbilligung hat keinerlei rechtliche Relevanz.
Die Zeit berichtete: „Selten einmal hat ein ZEIT-Artikel für seine Autorin so unerfreuliche Folgen, wie sie der Bericht über die Organisation Wuestenstrom und ihren therapeutischen Umgang mit Homosexuellen in Baden-Württemberg für die Länderspiegel-Mitarbeiterin Karin Kontny nach sich zog (Nr. 4/07). Der Verein erwirkte eine Missbilligung der ZEIT-Berichterstattung durch den Deutschen Presserat, deren Begründung die Redaktion nicht nachvollziehen kann. Schlimmer war, dass die Autorin in der folgenden Zeit mit Drohanrufen und gehässigen Mails aus dem Spektrum christlich-konservativer Sekten verfolgt wurde. Als eine ihr unbekannte Frau sie im Supermarkt beschimpfte, stellte sie zudem fest, dass ihr Foto im Internet veröffentlicht worden war.“